# Château Vodou
Le Château Vodou (ou Château musée Vodou) est situé à Strasbourg dans le département du Bas-Rhin en Alsace.

## Description

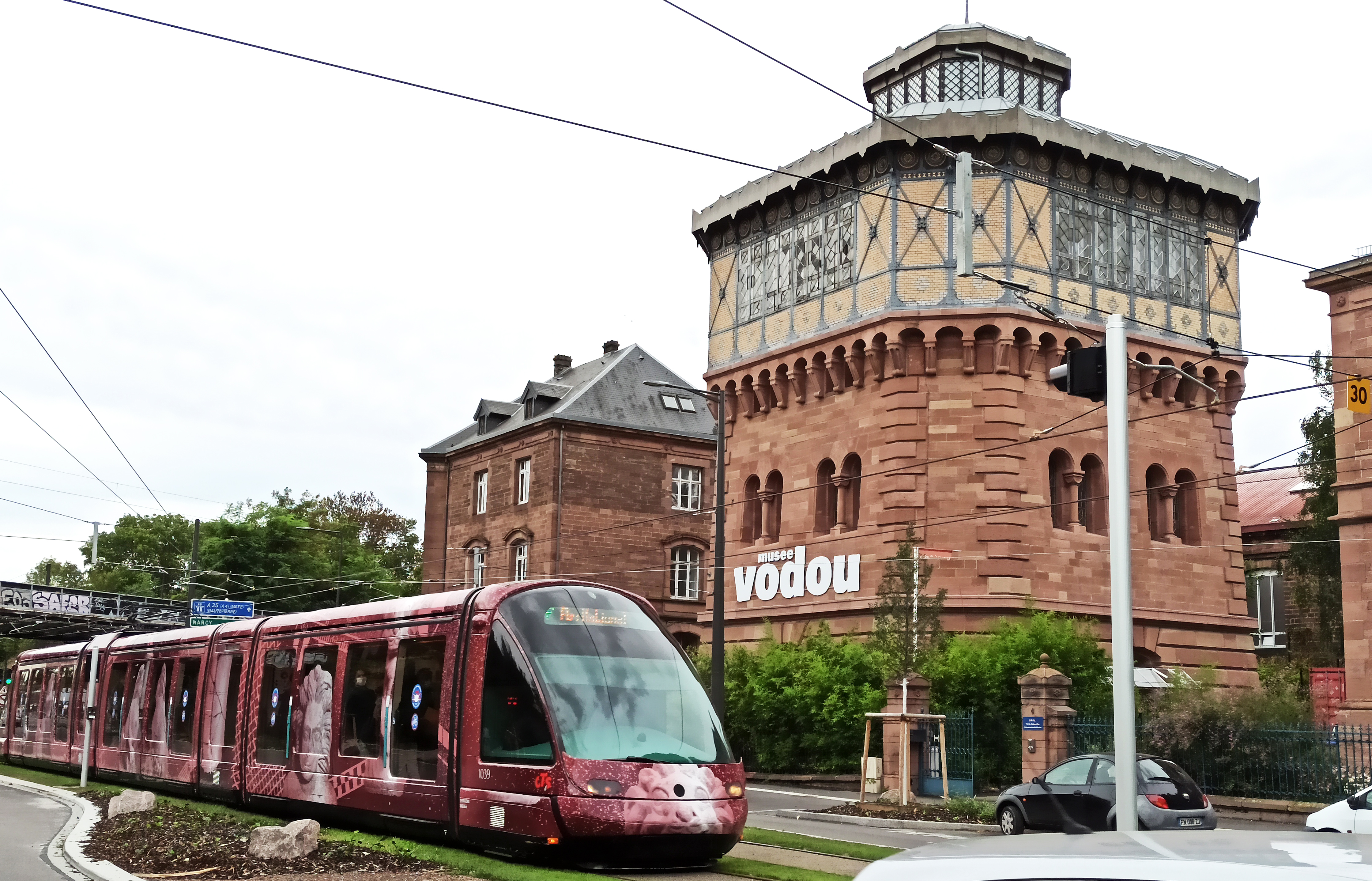
Un musée vodou dans un ancien château d'eau

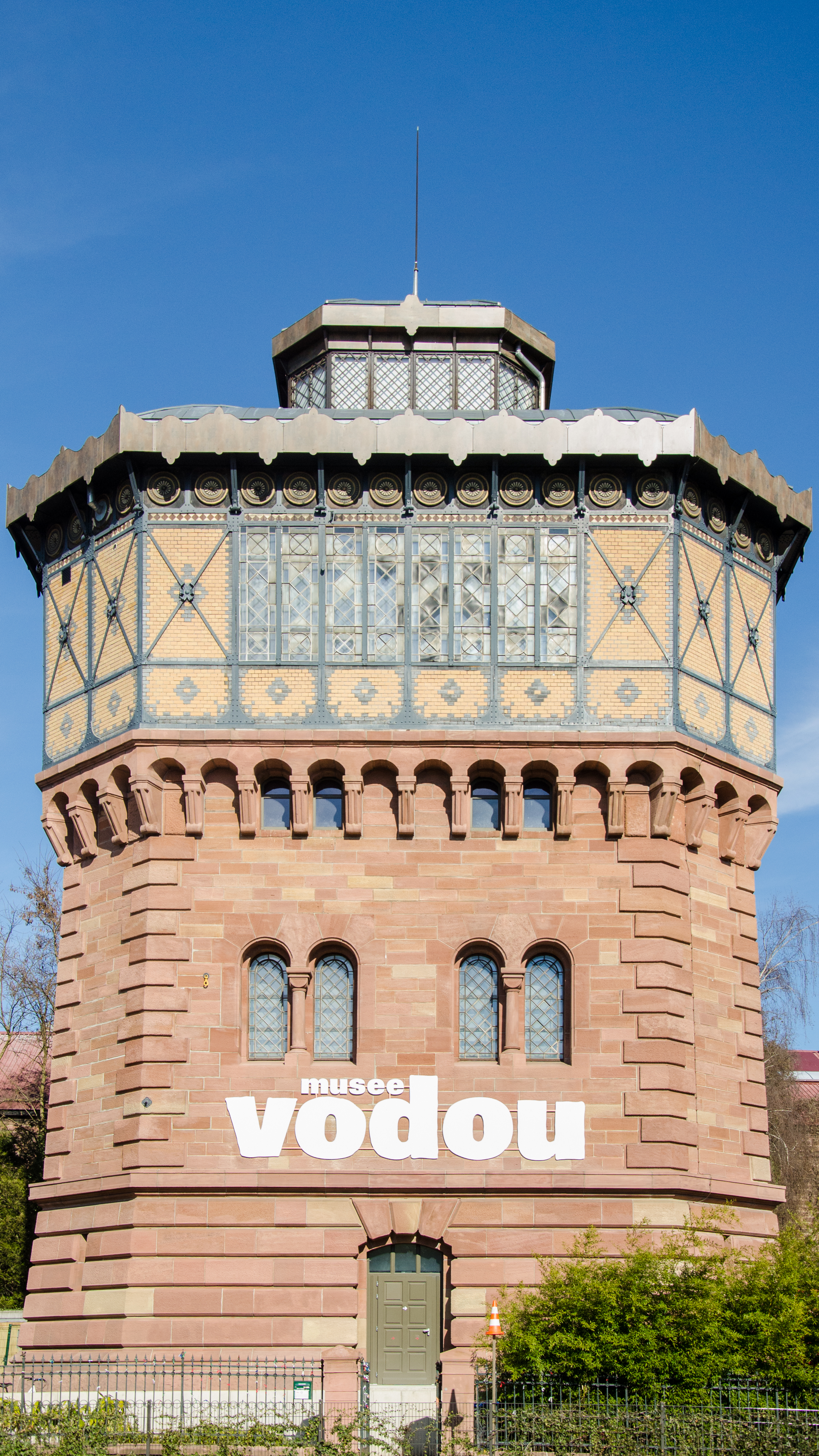
Ancien château d'eau

Fondé en janvier 2014 par Marie-Luce et Marc Arbogast, et animé par une association de droit local sans but lucratif, ce musée présente la plus importante collection privée d’art vaudou en France.
Ce fonds est exposé dans l'ancien château d'eau de la gare de Strasbourg construit en 1878 et qui fait l’objet d'une inscription au titre des monuments historiques depuis 1984.
Il est ouvert du mardi au dimanche, de 14 h à 18 h. La visite est également possible pour les groupes (au minimum 8 personnes) sur réservation et en dehors de ces horaires. Des visites jeunes publics ont aussi été développées afin de pouvoir accueillir et faire découvrir au plus grand nombre les mystères du vodou.

## Collection

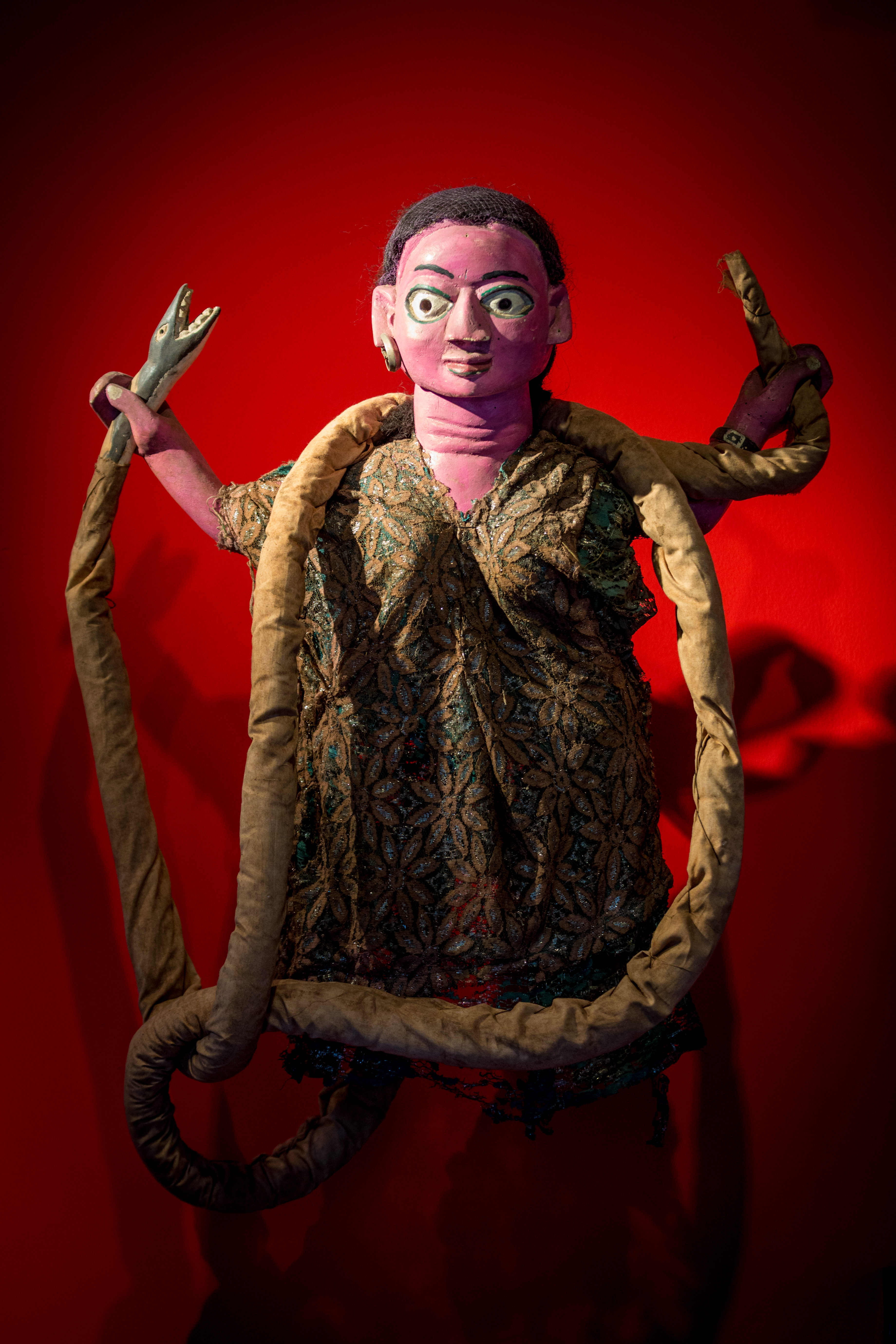
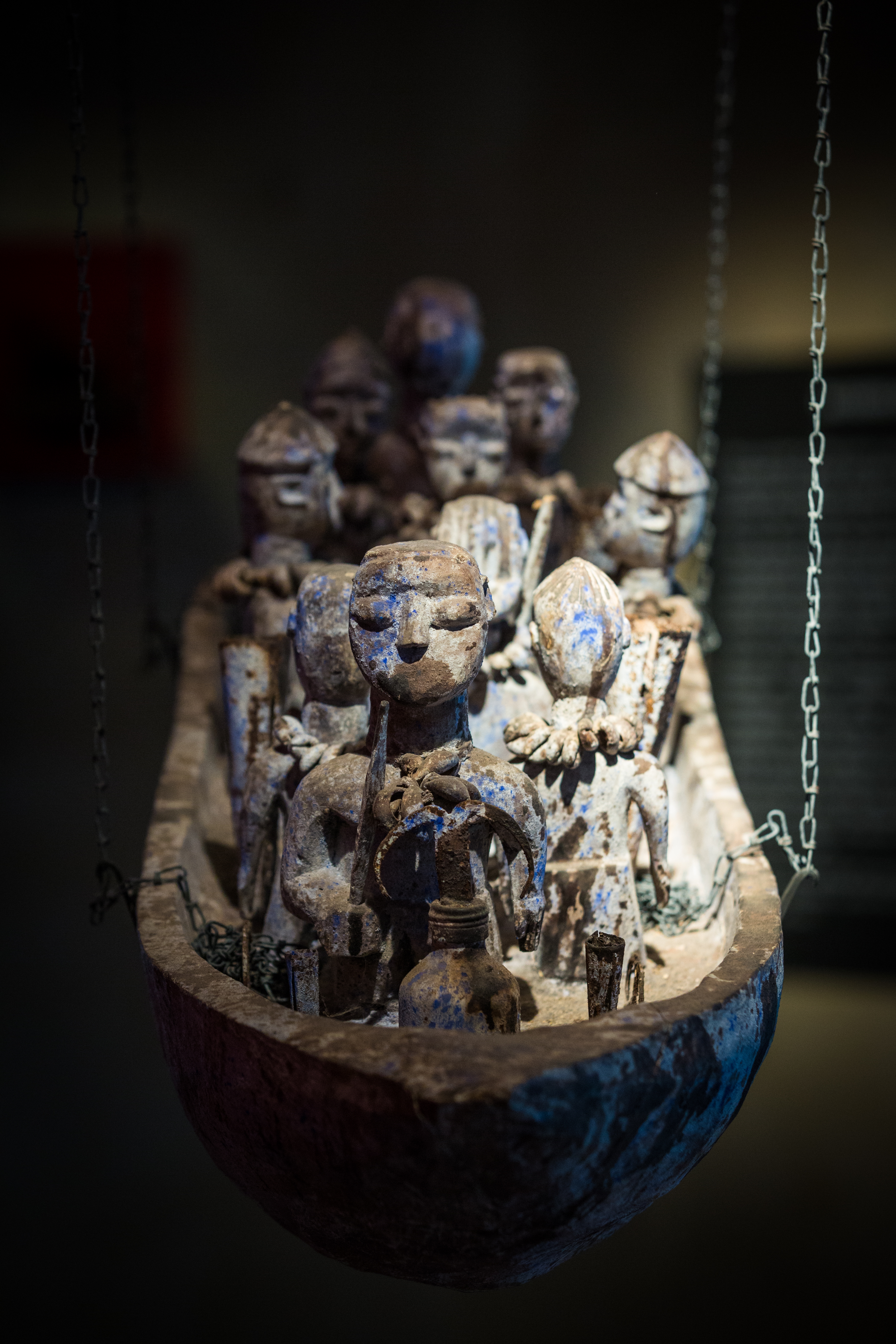
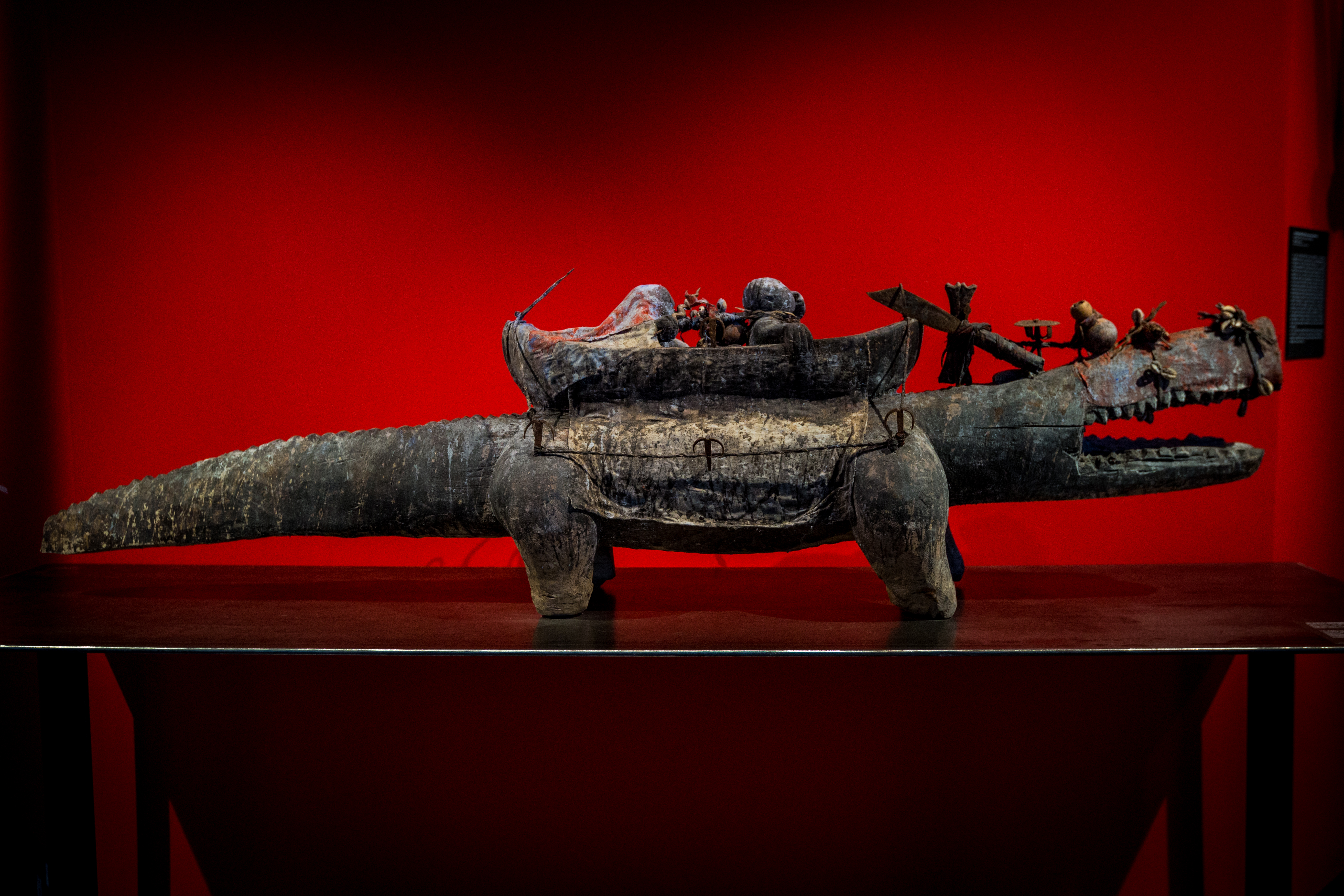
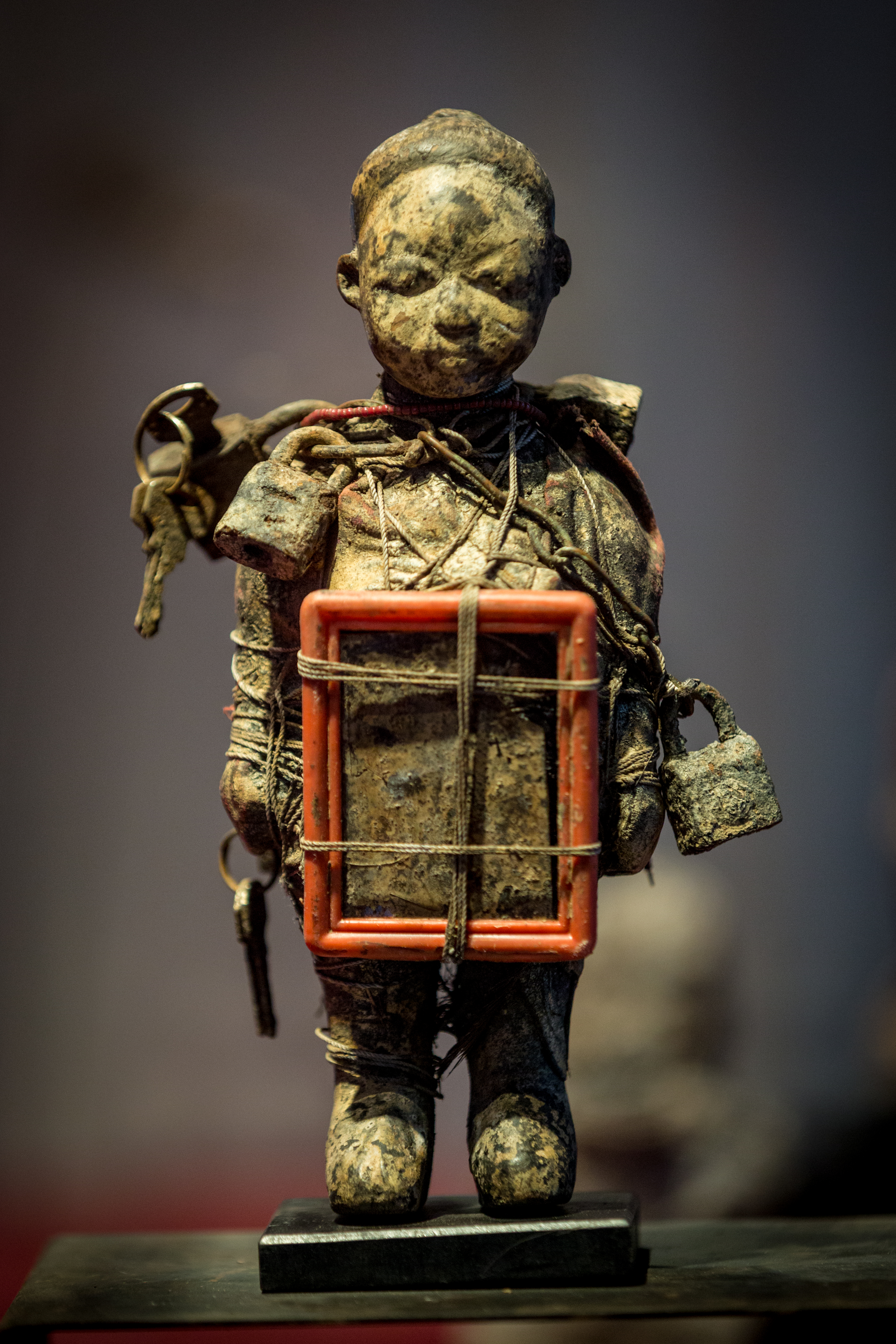
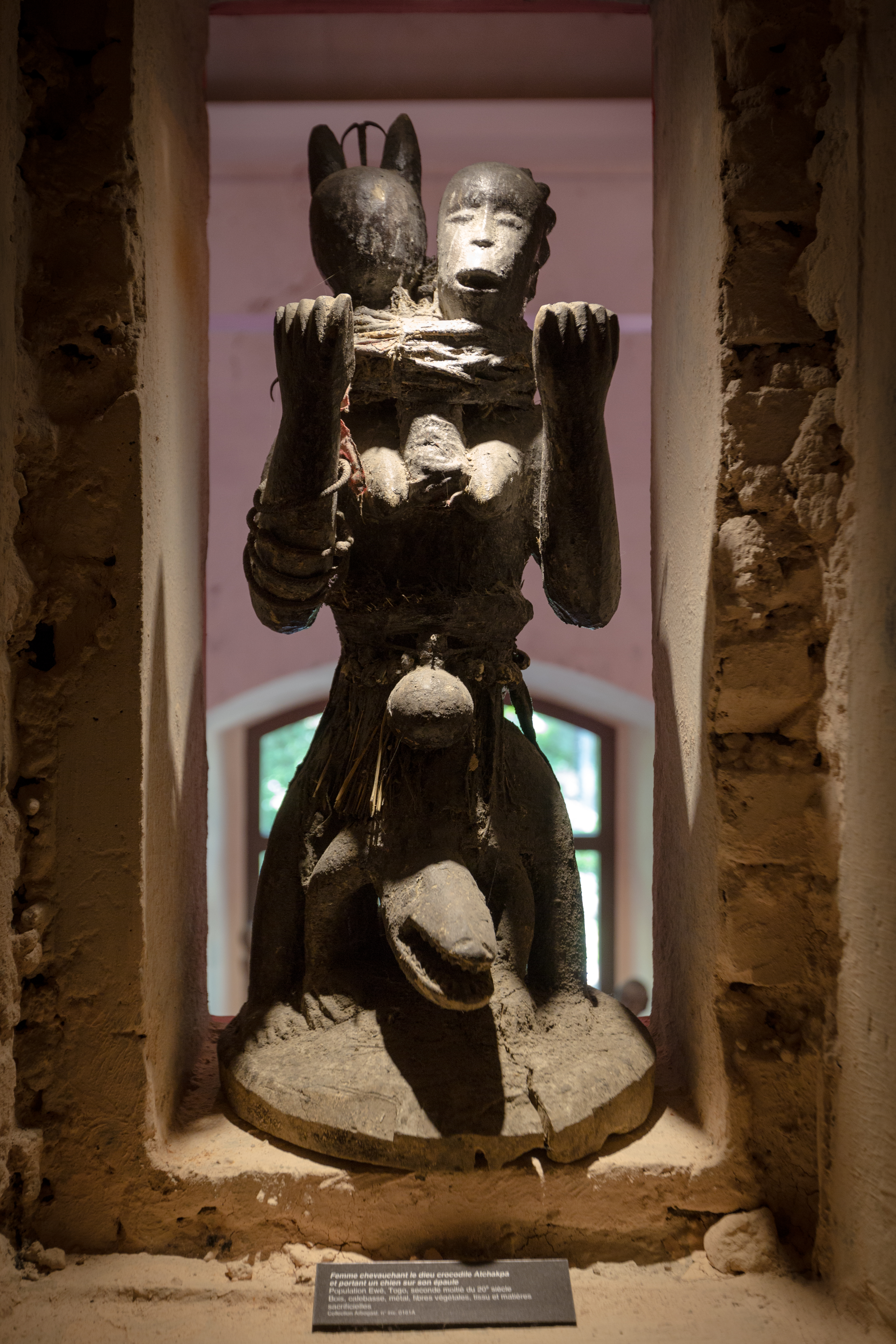

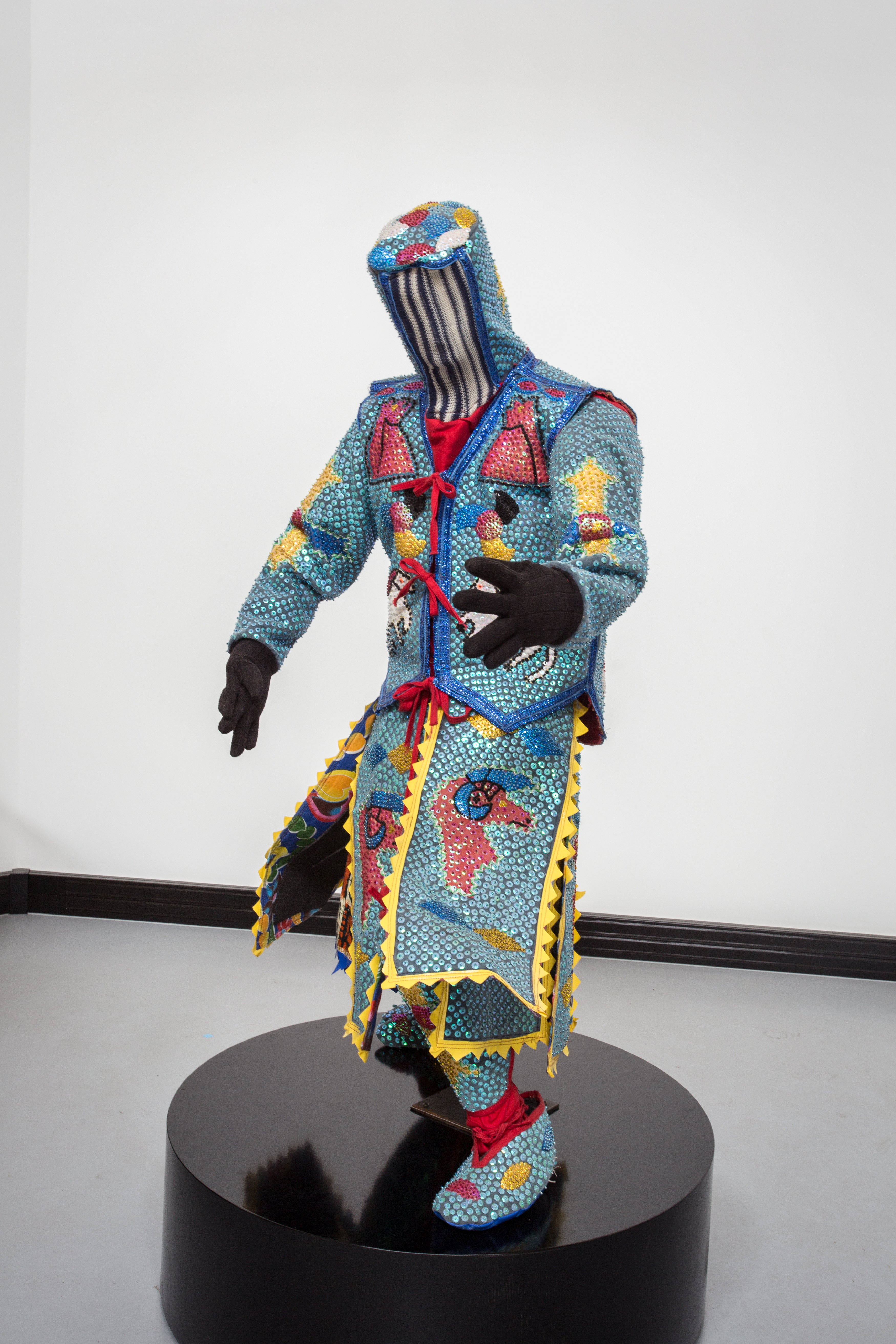
Egun.

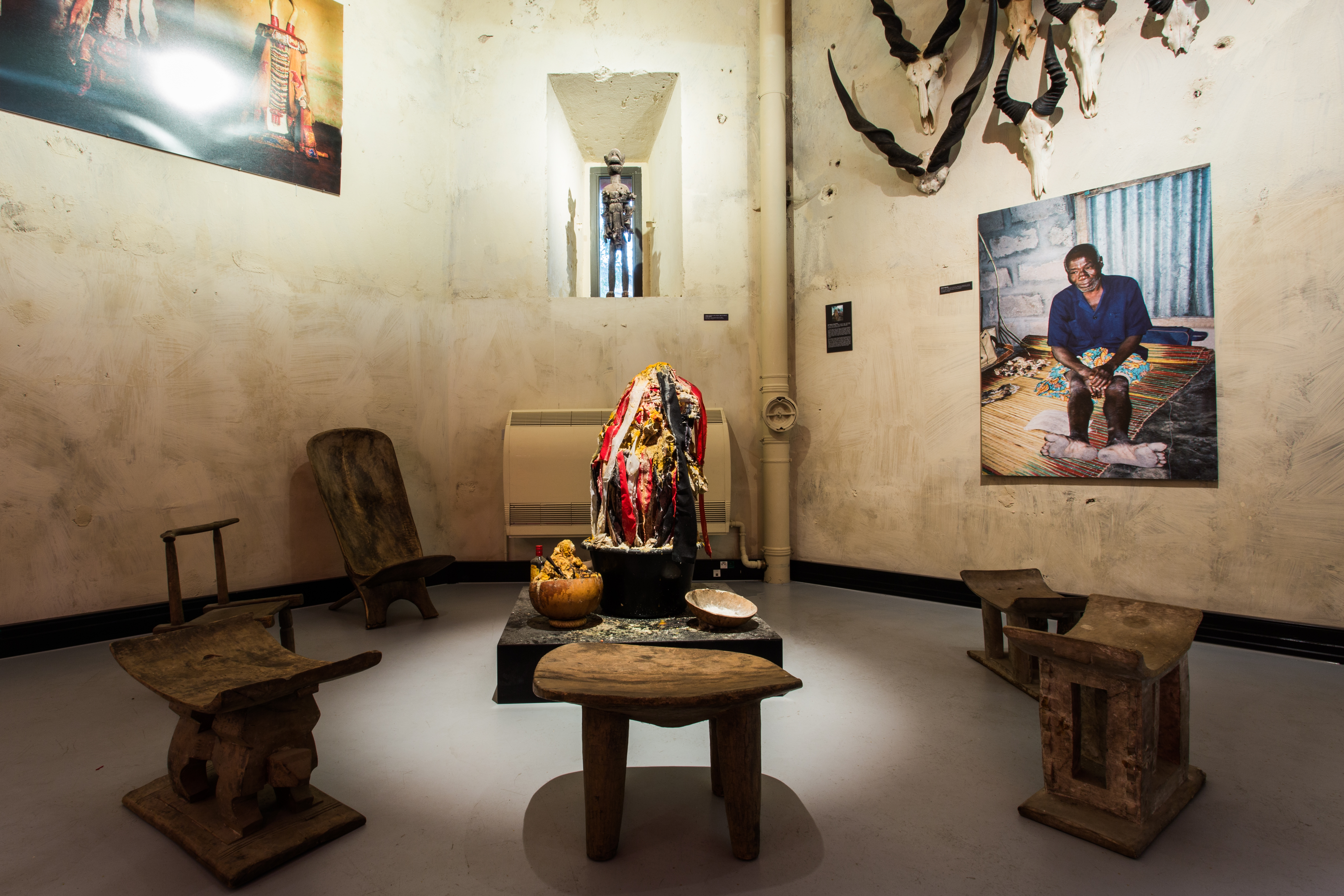
Kéléssi, le fétiche protecteur du musée.

La collection d’objets vodou, originaires du Togo, du Bénin, du Ghana et du Nigeria, rassemblés par Marc et Marie-Luce Arbogast, est composée de plus de 1000 pièces, dont 220 sont présentées dans le cadre de l’exposition permanente « Le vodou, l’art de voir autrement ». C’est de loin la plus grande collection d’objets vodou africains au monde.
Le mot du collectionneur : « Le Château Vodou est l’aboutissement de ma passion pour l’Afrique, qui combine une curiosité pour les savoirs traditionnels, la chimie et la chasse. [...] À l’image de mes voyages en Afrique, je voudrais que ce musée ainsi que le catalogue de la collection provoquent des rencontres surprenantes et audacieuses, attisant toujours et encore la curiosité pour la nature humaine, dans l’esprit de créativité qui est celui-là même qui préside à la fabrication de ces objets surprenants, parfois rebutants, mais toujours profondément humains. »

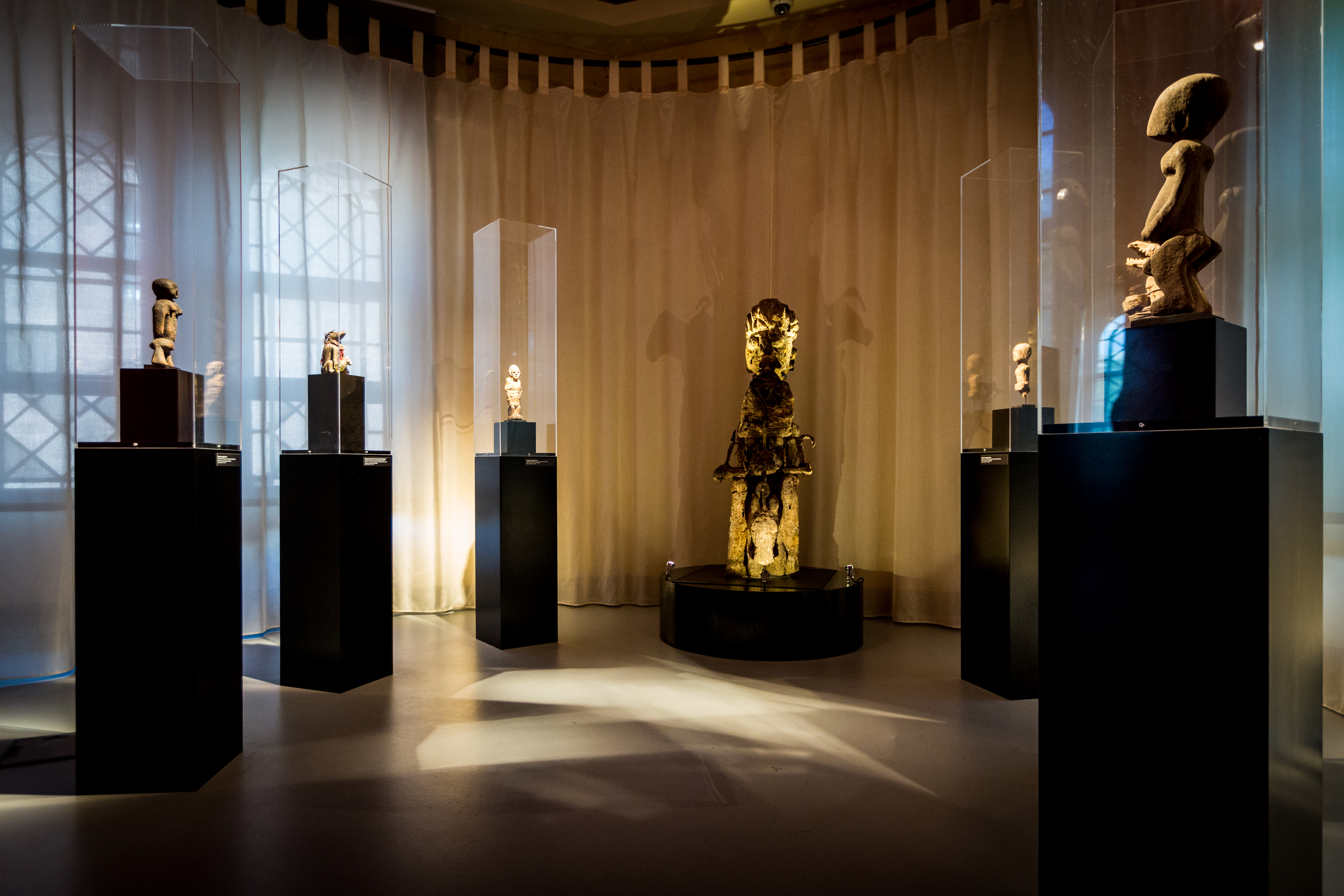
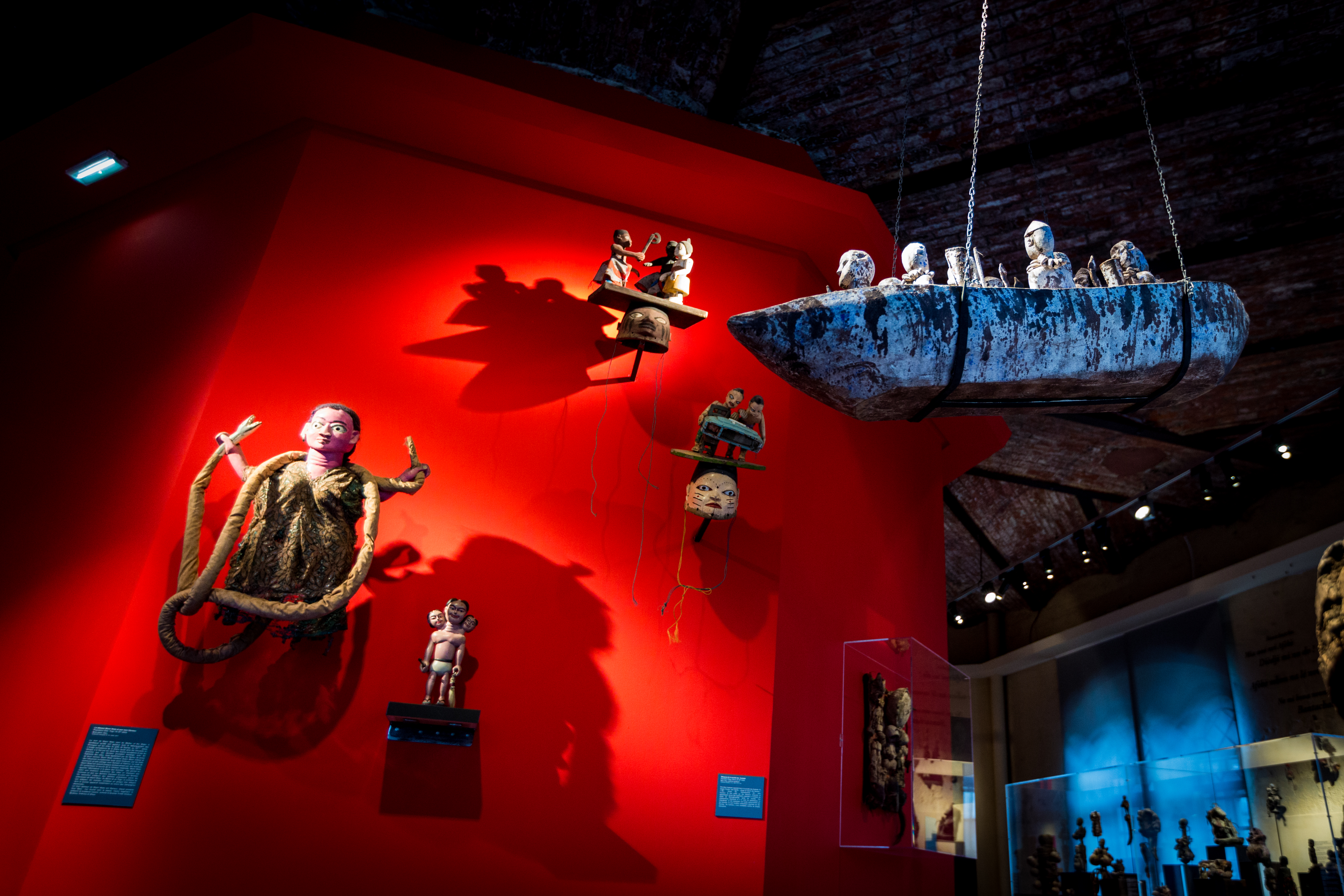
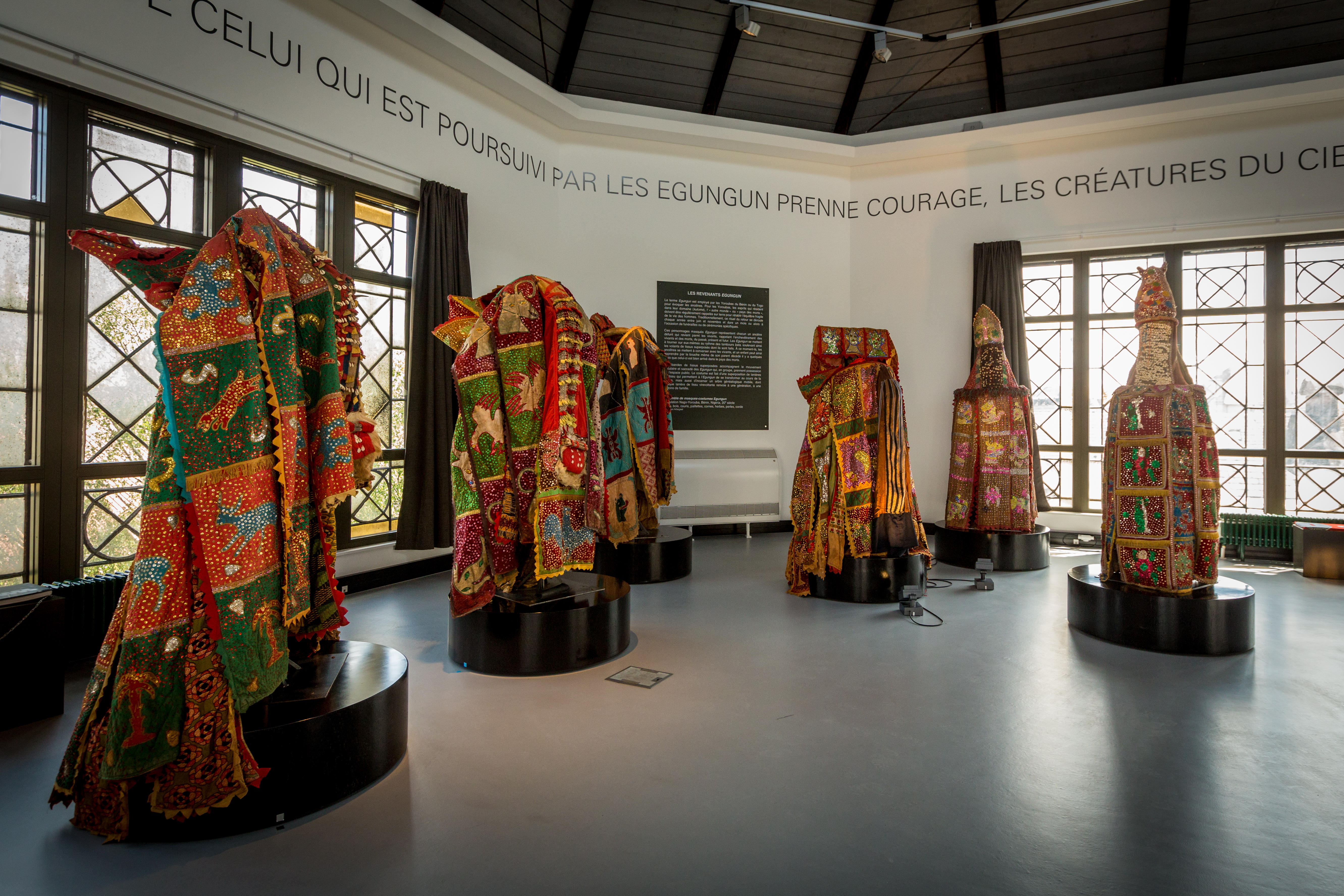

### Filmographie
- Sur la piste du vaudou, film documentaire de David Arnold, Bix Films/France Télévisions, 2012, 52 min